# Saint-Georges-sur-Erve
Saint-Georges-sur-Erve ist eine französische Gemeinde mit 394 Einwohnern (Stand: 1. Januar 2022) im Département Mayenne in der Region Pays de la Loire. Sie gehört zum Arrondissement Mayenne und zum Kanton Évron. 

## Geographie
Saint-Georges-sur-Erve liegt etwa 31 Kilometer ostnordöstlich von Laval an der Erve. Umgeben wird Saint-Georges-sur-Erve von den Nachbargemeinden Izé im Norden, Saint-Martin-de-Connée im Nordosten, Vimarcé im Osten, Rouessé-Vassé im Südosten, Voutré im Süden, Assé-le-Bérenger im Süden und Südwesten sowie Sainte-Gemmes-le-Robert im Westen und Nordwesten.

## Bevölkerungsentwicklung
| Jahr                       | 1962 | 1968 | 1975 | 1982 | 1990 | 1999 | 2006 | 2019 |
| Einwohner                  | 502  | 437  | 395  | 327  | 320  | 342  | 397  | 391  |
| Quellen: Cassini und INSEE |      |      |      |      |      |      |      |      |

## Sehenswürdigkeiten
- Kirche Saint-Georges
- Schloss Foulletorte, ab dem späten 16. Jahrhundert erbaut, seit 1929/1974 Monument historique

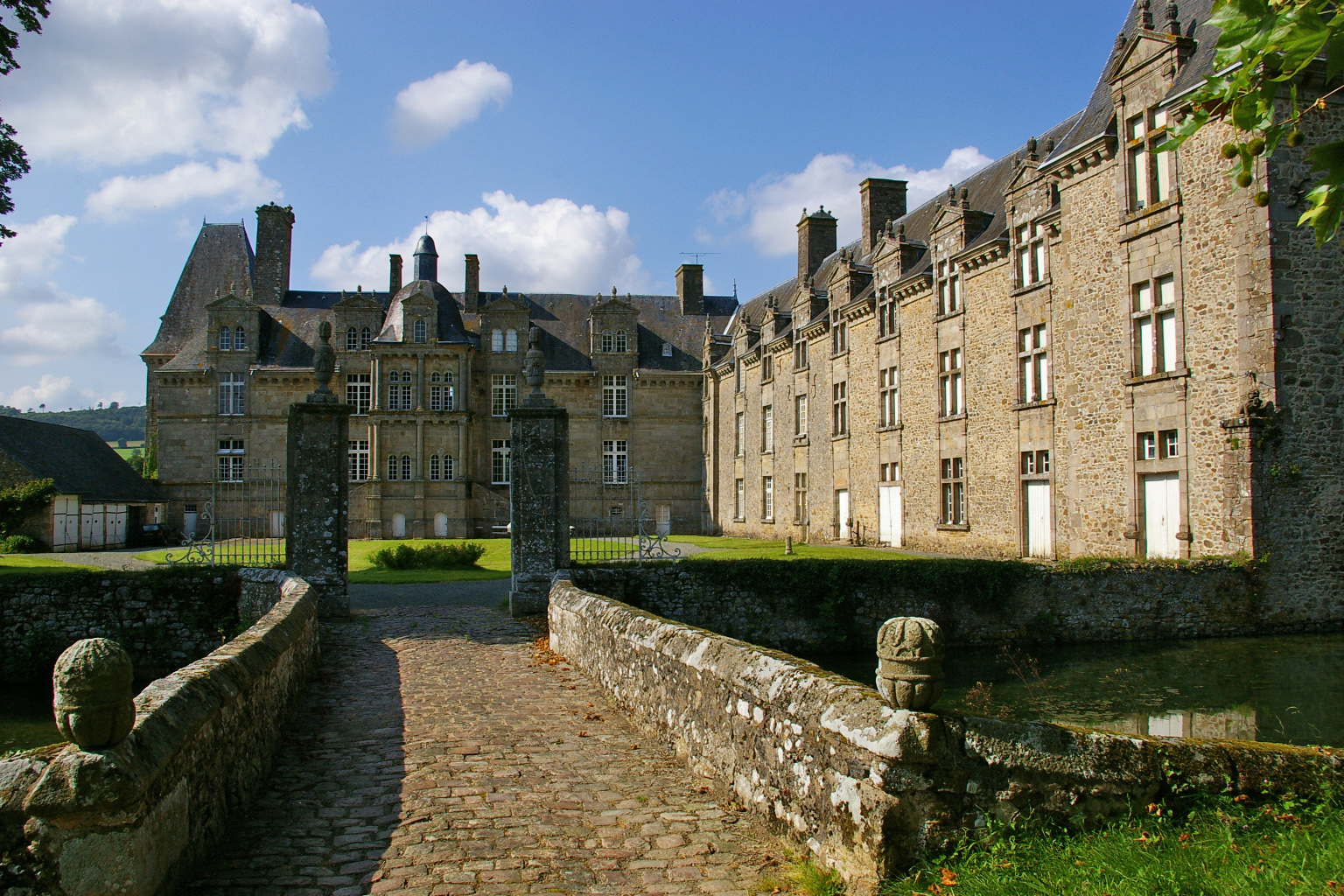
Schloss Foulletorte